# Taobei
Taobei är ett stadsdistrikt och säte för stadsfullmäktige i Baicheng i Jilin-provinsen i nordöstra Kina. Det ligger omkring 260 kilometer nordväst om provinshuvudstaden Changchun. 
1. ↑  http://www.geohive.com/cntry/CN-22_ext.aspx